# 藍色列車之謎
《藍色列車之謎》（英語：The Mystery Of The Blue Train）是阿嘉莎·克莉絲蒂所著的一部推理小說。1928年3月29日首度在英國出版，同年在美國出版。

## 情節概要
偵探赫丘勒·白羅搭上了從倫敦開往法國的「藍色特快車」。不料列車上發生了命案，美國百萬富翁魯佛斯·范奧丁的女兒魯絲死於列車上自己的包廂內，其隨身攜帶的「火心寶石」不翼而飛……

## 人物
- 赫丘勒·白羅，偵探
- 魯佛斯·范奧丁，美國百萬富翁，魯絲的父親
- 魯絲·凱特林，范奧丁的女兒，本案中的受害者
- 德瑞克·凱特林，魯絲的丈夫
- 羅奇伯爵/奈頓少校
- 凱瑟琳·格雷
- 米蕾兒，舞伶，德瑞克的情婦
- 愛達·梅森/吉蒂·基德
- 坦普林女士，凱瑟琳的遠親
- 蘭諾絲·坦普林，坦普林女士的女兒

## 創作
因為先後歷經母親離世和丈夫的不忠，克莉絲蒂在寫作《藍色列車之謎》時正處於心情低落的階段。這本書有部分是克莉絲蒂1927年初在加那利群島上寫作的。
在本作中首度提及了名為聖瑪莉米德的虛構村莊（凱瑟琳·格雷的居住地），在克莉絲蒂後來的作品中成為瑪波小姐的居住地。